# کلاته مزار (گناباد)
کلاته مزار (گناباد)، روستایی از توابع بخش مرکزی شهرستان گناباد در استان خراسان رضوی ایران است.

## جمعیت
این روستا در دهستان پس کلوت قرار دارد و براساس سرشماری مرکز آمار ایران در سال ۱۳۸۵، جمعیت آن ۵۰ نفر (۲۰خانوار) بوده‌است.